# Orrin Wood
Orrin Squire Wood (* 14. Dezember 1817 in Sherburne (New York) im Chenango County; † 22. Juni 1909 in Turner (New York) im Orange County) war ein US‑amerikanischer Unternehmer. In der Mitte des 19. Jahrhunderts leitete er das kanadische Kabelunternehmen, die Montreal Telegraph Company. Er gilt als ein Pionier der elektrischen Telegrafie.

## Leben
Geboren als Sohn von Benjamin Wood (1789–1858) und Mary Wood (1790–1878), geb. Bonesteel, im US‑Bundesstaat New York gut 200 km südlich der Grenze zu Kanada und rund 300 km südlich von Ottawa, studierte er an der New York University bei Professor Samuel Morse (1791–1872), der in Nordamerika als der Erfinder des elektrischen Telegrafen gilt.
Woods Schwester heiratete Ezra Cornell (1807–1874), der Morse 1843 beim Bau der Telegrafenlinie Baltimore–Washington unterstützt hatte, die im Jahr 1844 als erste der Vereinigten Staaten eröffnet wurde. 1845 gehörten Wood, Morse und Cornell zu den Gründern der Magnetic Telegraph Company. Wood beaufsichtigte den Bau der Telegrafenleitung zwischen Albany (New York) und Utica (New York), die Anfang 1846 in Betrieb ging und die weitere rasante Verbreitung der Telegrafie in Nordamerika beschleunigte. Im Herbst desselben Jahres eröffnete Wood das erste kommerzielle Telegrafenbüro in New York City. Im Jahr 1847 holte ihn die Handelskammer von Montreal nach Kanada, wo er zum ersten Präsidenten der Montreal Telegraph Company ernannt wurde. Bis August desselben Jahres hatte er Leitungen nach Toronto und Quebec sowie nach New York City eingerichtet. 1866 gab er seine Stelle in Montreal auf und arbeitete später in Wisconsin.
In zweiter Ehe war er mit Julianne (1829–1869), geb. Forbes, verheiratet. Sie war die Tochter von William Forbes aus Montreal und die Mutter seiner beiden überlebenden Kinder, darunter Hamilton Holton Wood (1859–1912), späterer Präsident der Derby Street Railway Company in Brookline (Massachusetts). Orrin Squire Wood starb in seinem Sommerhaus im Orange County in seinem Heimatbundesstaat.